# Bryan Ruiz
Artikeln följer den spanska namnseden; faderns efternamn är Ruiz och moderns efternamn González.
Bryan Jafet Ruiz González, född 18 augusti 1985 i San José, är en costaricansk före detta fotbollsspelare.
Han spelade främst som offensiv mittfältare och representerade klubbar som FC Twente, Fulham och Sporting Lissabon.